# Euproctis callipotama
Euproctis callipotama är en fjärilsart som beskrevs av Collenette 1932. Euproctis callipotama ingår i släktet Euproctis och familjen tofsspinnare. Inga underarter finns listade i Catalogue of Life.